# Philodendron renauxii
Philodendron renauxii är en kallaväxtart som beskrevs av Raulino Reitz. Philodendron renauxii ingår i släktet Philodendron och familjen kallaväxter. Inga underarter finns listade.